# Sede titolare di Parembole di Arabia
Parembole di Arabia (in latino Parembolensis in Arabia) è una sede titolare della Chiesa cattolica, istituita nel 2010.

## Descrizione
Parembole (in greco: παρεμβολή) significa "accampamento" o "campo delle tende" e fa riferimento alle tribù arabe nomadi del Medio Oriente, le quali, convertitesi al cristianesimo, furono dotate di un proprio vescovo e di proprie strutture. Nelle fonti coeve, i vescovi delle Parembole sono indicati come vescovi "degli arabi" o "dei saraceni".
Del patriarcato di Antiochia è nota una sola Notitia episcopatuum, attribuita al patriarca Anastasio I nel 570, e documentata da diversi manoscritti. La ricostituzione dell'archetipo della Notitia a partire dalla recensioni note, ha portato gli studiosi a formulare ipotesi differenti sulla presenza delle diocesi di Parembole nel patriarcato antiocheno. Secondo Siméon Vailhé, è esistita una sola diocesi di Parembole, in Fenicia, a cui attribuisce il vescovo Eustazio. Invece incerta è la presenza di una sede di Parembole nella provincia romana di Arabia, il cui inserimento nella Notitia è una interpolazione errata. Anche Ernest Honigmann ha pubblicato una sua ricostruzione del testo della Notitia episcopatuum antiochena. Secondo Honigmann, Vailhé ha impropriamente associato il termine Σαραχηνών (Saraceni) della Notitia episcopatuum con Parembole, creando così una diocesi di Parembole di Fenicia appartenente alla provincia ecclesiastica di Damasco. In base all'archetipo della Notitia episcopatuum antiochena ricostruito da Honigmann, esiste una sola diocesi di Parembole, ed è quella di Arabia, suffraganea dell'arcidiocesi di Bosra; mentre tra le suffraganee di Damasco è annoverata la "diocesi dei Saraceni".
A partire dal 2010 nell'Annuario pontificio compare la sede di Parembole di Arabia al posto della sede titolare di Parembole di Fenicia; finora la sede non è mai stata assegnata.